# آرلو (کمون)
آرلو (به فرانسوی: Arleux) یک کمون در فرانسه است که در canton of Arleux واقع شده‌است. آرلو ۱۱٫۱۰ کیلومتر مربع مساحت دارد.